# Leucogaster nudus
Leucogaster nudus är en svampart som först beskrevs av Hazsl., och fick sitt nu gällande namn av Hollós 1908. Leucogaster nudus ingår i släktet Leucogaster och familjen Albatrellaceae.   Inga underarter finns listade i Catalogue of Life.